# Grallaria nuchalis
Grallaria nuchalis е вид птица от семейство Grallariidae.

## Разпространение
Видът е разпространен в Еквадор, Колумбия и Перу.